# منتخب إيران تحت 17 سنة لكرة السلة للرجال
منتخب إيران تحت 17 سنة لكرة السلة للرجال (بالفارسية: تیم ملی بسکتبال زیر 17 سال مردان ایران) هو ممثل إيران الرسمي في المنافسات الدولية في كرة السلة
.